# Gele knolvezelkop
De gele knolvezelkop (Inocybe mixtilis) is een schimmel behorend tot de familie Inocybaceae. Hij groeit op de grond in naaldbossen, vooral dennenbossen, minder vaak in loofbossen, parken, aan de rand van wegen. Hij wordt gevonden in de buurt van de zilverspar, fijnspar, Noorse den en zelden eiken. De vruchtlichamen verschijnen vooral in de zomer (vooral in augustus). 

## Kenmerken
Hoed
De hoed heeft een diameter van 3 tot 4,5 cm. Hij is vettig tot iets kleverig en helder geel van kleur. De vorm is aanvankelijk conisch, daarna plat uitgespreid met een umbo. De rand is eerst licht gekruld, wordt dan recht en buigt naar boven. Het oppervlak in het midden is glad of licht vervilt, aan de rand is het vezelig en streperig en licht. De hoed heeft geen gordijn.
Lamellen
De lamellen zijn in jonge toestand grijs met een violette zweem. Daarna worden ze oker, maar altijd met een grijze zweem.
Steel
De steel is 3 tot 6 hoog en 0,6 tot 0,8 cm dik. De steel is cilindrisch, met een knol diep in de grond en breekt snel. Het steeloppervlak van jonge vruchtlichamen is witachtig en vervolgens geelachtig tot lichtpaars van kleur. De steel is bepoederd hetgeen te zien is met een loep.
Geur
De geur is zwak spermatisch.
Sporen
De sporen meten 7–10 × 5–7 µm, met schaarse en niet erg prominente knobbeltjes. De basidia meten 25–30 × 7,5–9 µm. Cheilocystidia en pleurocystidia meten 35–50 (–60) × 14–20 (–22) µm. De cystidia zijn dikwandig (tot 3 µm) en hebben aan de top kristallen. Soortgelijke caulocystidia zijn talrijk aan de voet van het vruchtlichaam.

## Verspreiding
De gele knolvezelkop komt voor in Noord-Amerika, Europa, Korea en Nieuw-Zeeland. In Nederland komt de hij algemeen voor. Hij is niet bedreigd en staat niet op de rode lijst.

## Foto's

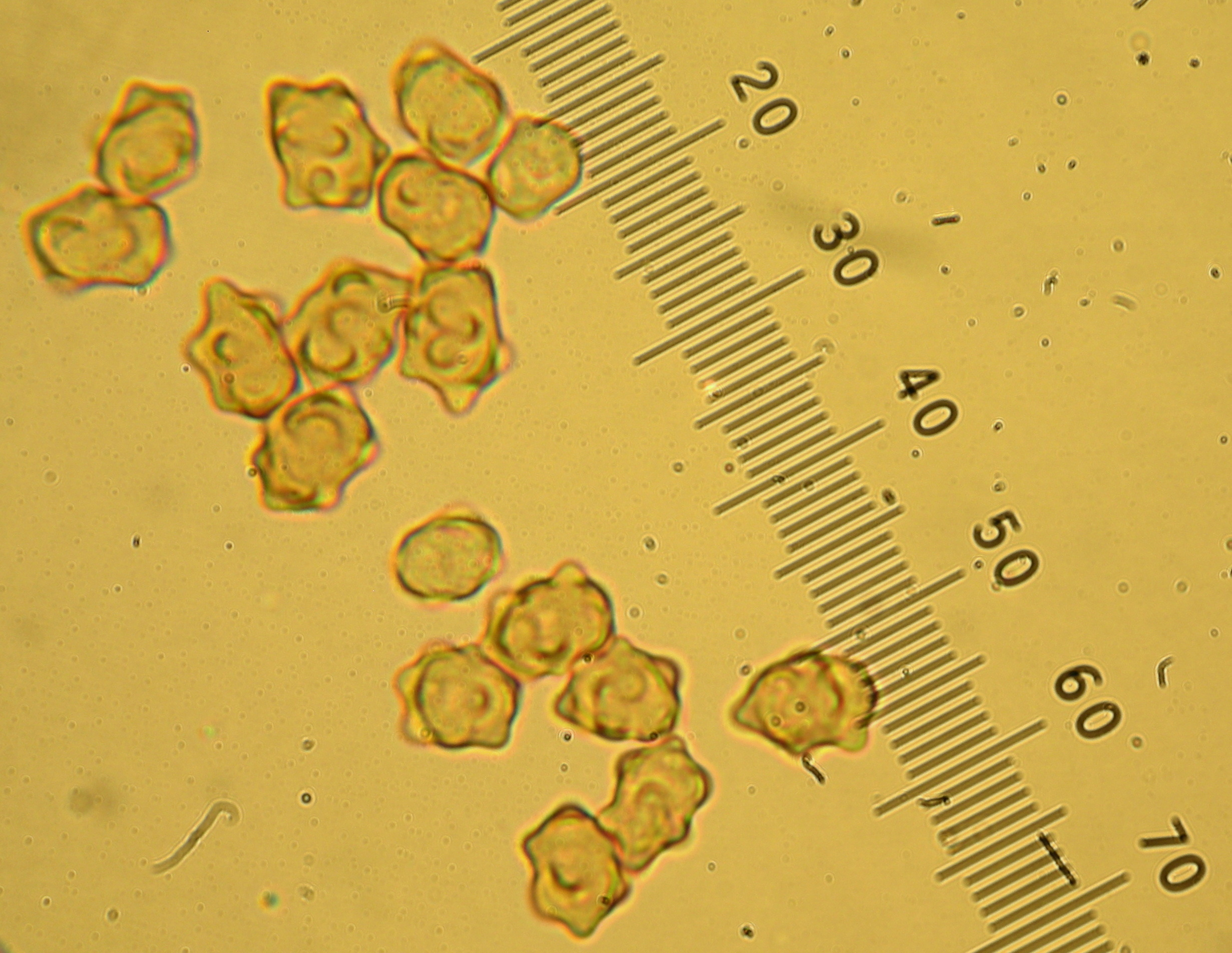
Hoekige sporen
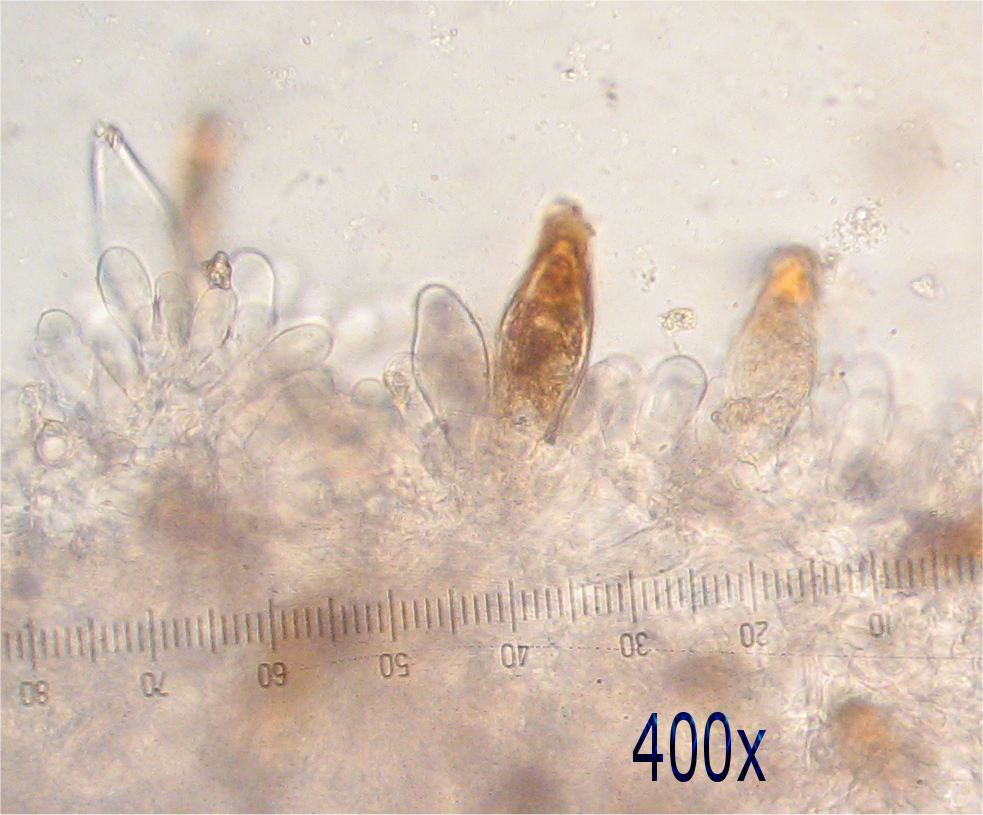
Cystidia
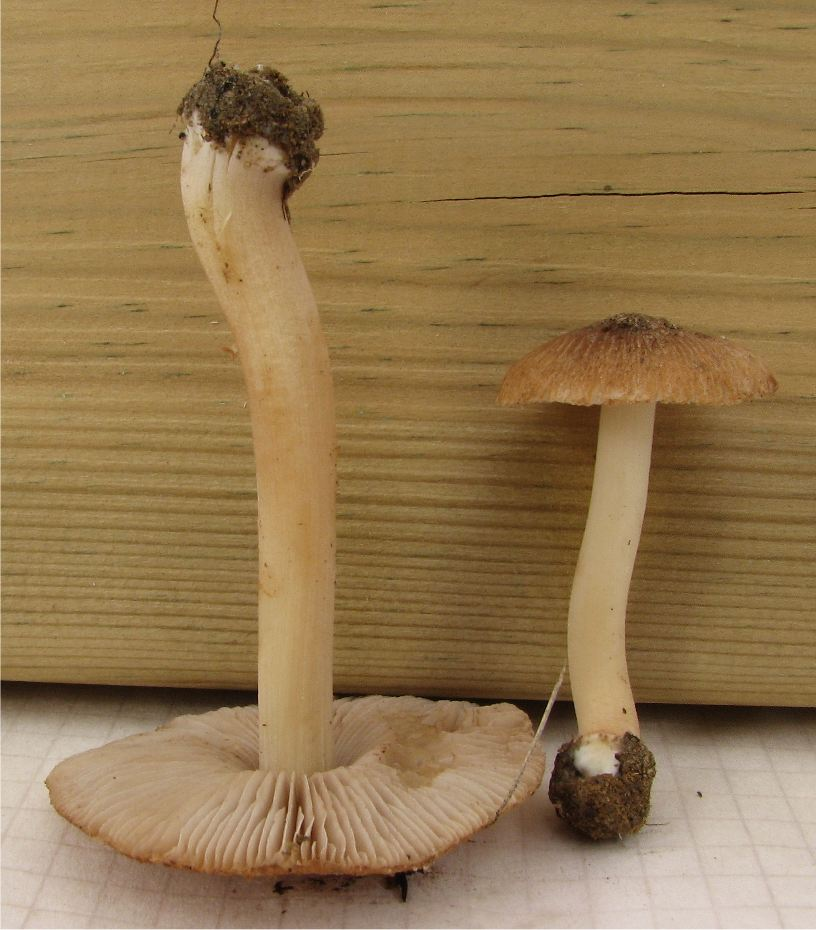
Steel en lamellen